# Füzér János
Füzér János (1916. augusztus 23. – 1990. november 24.) válogatott labdarúgó, csatár, jobbszélső.

## Pályafutása

### Klubcsapatban
A Diósgyőri MÁVAG labdarúgója volt. A csatársor minden posztján szerepelt, de jobbszélsőként került be a válogatottba. Gyors, technikás, jól cselező támadó volt.

### A válogatottban
1942-ben egy alkalommal szerepelt a magyar labdarúgó-válogatottban.

## Sikerei, díjai
- Magyar kupa
  - döntős: 1942

## Statisztika

### Mérkőzése a válogatottban
| Magyarország | Magyarország     | Magyarország              | Magyarország | Magyarország | Magyarország | Magyarország | Magyarország | Magyarország |
| #            | Dátum            | Helyszín                  | Hazai        | Eredmény     | Vendég       | Kiírás       | Gólok        | Esemény      |
| ------------ | ---------------- | ------------------------- | ------------ | ------------ | ------------ | ------------ | ------------ | ------------ |
| 1.           | 1942. június 14. | Budapest, Üllői úti pálya | Magyarország | 1 – 1        | Horvátország | barátságos   | -            |              |
|              | Összesen         |                           |              | 1            | mérkőzés     |              | 0            | gól          |